# Урочище Стінка
Урочище «Стінка» — ландшафтний заказник місцевого значення. Оголошений відповідно до рішення 34 сесії Вінницької обласної ради 5 скликання від 25.10.2010 р. № 1138. Розташований на південь від с. Тополівка Гайсинського району Вінницької області на березі річки Кублич, перебуває у віданні ВОКСЛП «Віноблагроліс». Площа 11,1 га.
Охороняється ділянка природного лісу, де переважають дубово-грабові насадження.